# Дунтінху
Дунтінху (кит.: 洞庭湖; піньїнь: Dòngtíng Hú) — друге за площею озеро у Китаї, розташоване не межі провінцій Хунань і Хубей.
Утворене чотирма великими річками провінції Хунань: Сянцзян 湘江, Юаньцзян 沅江, Цзицзян 资江 та Лішуй 澧水 (у назвах трьох попередніх «цзян» іноді замінюють на «шуй», як в останній назві). На півночі виміщується у Янцзи.
Окрім великих річок, у Дунтін впадає річка Міло (汨罗\汨羅, Мілоцзян), відома як місце смерті славнозвісного поета Цюй Юаня (ум. 287 до н. е., період Чжаньґо). Через цю близькість Дунтін вважається місцем винайдення змагань на човнах-драконах.
Через мілководність у суху пору року Дунтін розпадається на декілька озер.